# Верхнее Тукшозеро
Верхнее Тукшозеро — пресноводное озеро на территории Оштинского сельского поселения Вытегорского района Вологодской области.

## Общие сведения
Площадь озера — 1,2 км², площадь водосборного бассейна — 19,5 км². Располагается на высоте 208,2 метров над уровнем моря.
Форма озера продолговатая: оно более чем на пять километров вытянуто с севера на юг. Берега каменисто-песчаные, преимущественно возвышенные.
Из северной оконечности Верхнего Тукшозера вытекает короткая протока, протекающая через Среднее Тукшозеро и впадающая Нижнее Тукшозеро, являющееся истоком реки Тукши, впадающей в реку Оять, левый приток Свири.
Ближе к южной оконечности Верхнего Тукшозера расположен один относительно крупный (по масштабам водоёма) остров без названия.
Населённые пункты и автодороги вблизи водоёма отсутствуют.
Код объекта в государственном водном реестре — 01040100811102000015647.